# Hertz (аудиотехника)
«Hertz» — итальянский бренд автомобильной аудиотехники, принадлежащий концерну Elettromedia s.r.l. (название бренда совпадает с принятой в международной системе единиц СИ единицей измерения частоты периодических процессов Герц). 
Ассортимент продукции «Hertz» включает высококачественные автомобильные акустические системы, сабвуферы и усилители мощности, представленные в широком ценовом диапазоне, от демократичного до верхнего сегмента среднего классов.
Главный офис «Hertz» расположен там же, где главный офис Elettromedia s.r.l., в городе Потенца-Пичена на восточном побережье Италии, в административном регионе Марке. Производство сосредоточено главным образом в юго-восточной Азии.

## История
Бренд автомобильной аудиотехники Hertz дебютировал в 1998 году. Под этим именем Elettromedia s.r.l. впервые в своей истории начал разработку и выпуск автомобильных акустических систем и сабвуферов. С основания и до текущего времени Hertz возглавляет Риккардо Аббателли — аудиоинженер, непосредственно до прихода в Elettromedia s.r.l. руководивший студией по установке автомобильного аудиоборудования.
На момент старта продукция Hertz была представлена единственной линейкой акустических систем среднего класса Hertz High Energy. Значительный рыночный успех дебютной серии и очень хорошие отзывы в специализированной прессе убедили руководство Elettromedia s.r.l. в верности выбранного направления и вскоре состав продукции Hertz был расширен за счет новых линеек акустических систем и сабвуферов старших и младших классов. Начиная с 2001 года в ассортименте Hertz появляются автомобильные усилители мощности, создаваемые той же командой инженеров-конструкторов, что разрабатывает усилители другого бренда Elettromedia s.r.l. — Audison.
В 2010 году состав продукции Hertz насчитывает семь линеек акустических систем и сабвуферов, а также четыре линейки усилителей мощности. Помимо техники для высококачественного воспроизведения музыки в автомобиле, в ассортименте Hertz присутствуют специализированные линейки: экстремально мощная SPL Monster, для соревнований по неограниченному звуковому давлению SPL, и особо мощная SPL Show для демонстрационных автомобильных инсталляций повышенной громкости.
В 2014 году Hertz открыл новое направление — Marine Audio.
Продукция Hertz поставляется в 60 стран мира, в России официально представлена сразу после появления в 1998 году.

## Ключевые фигуры
- Риккардо Аббателли (Riccardo Abbatelli) — директор Hertz
- Пьетро Панталеоне (Pietro Pantaleone) — президент и основатель Elettromedia
- Эмидио Ваньони (Emidio Vagnoni) — технический директор и основатель Elettromedia

## Награды и достижения
- Награда EISA за лучшие автомобильные акустические системы 2002—2003 для акустических систем Hertz Space 6k 25[5]
- Награда CES Innovations Design and Engineering Award 2007 для усилителя Hertz HP 1 KD[6]
- Награда CES Innovations Design and Engineering Award 2007 для сабвуфера Hertz ML 3000[6]
- Награда EISA за лучший автомобильный сабвуфер 2007—2008 для сабвуфера Hertz ML 2500[5]